# Āryabhaṭīya
Āryabhaṭīya ou Āryabhaṭīyaṃ est un traité en sanskrit de mathématiques et d'astronomie indiennes. L'astronomie indienne (Jyotiṣa) a culminé vers le Ve siècle, avec l'Āryabhaṭīya

## Le traité
Aryabhata est l'auteur de l'Aryabhatiya, un traité d'astronomie rédigé en sanskrit, dont le nom signifie « Une composition d'Aryabhata » et que l'on range habituellement parmi les siddhantas, même s'il n'est pas tout à fait conforme aux règles de ce genre. Il a été écrit dans la période dite Antiquité et Moyen Âge indien. Bien qu'il soit principalement consacré à l'astronomie, l'Aryabhatiya aborde tout un ensemble de sujets mathématiques : c'est une véritable somme des mathématiques de son temps ; en Inde, on considère que cette œuvre est une référence au même titre que les Éléments d'Euclide, bien qu'il s'agisse d'ouvrages de nature très différente. Les Éléments exposent, avec un degré d'abstraction et une forme didactique ordonnée et logique une synthèse des mathématiques pures, alors que l'Aryabhatiya est un travail descriptif, concis, écrit en vers.
L'Aryabhatiya compte 121 versets. Il est rédigé sous forme d'aphorismes et son style est de type doctrinal. On parle indifféremment de vers ou de versets pour désigner les parties de cette œuvre (ainsi que d'autres traités de même nature rédigés en sanskrit). L'ouvrage systématise les résultats de siddhantas plus anciens et est divisé en quatre chapitres ou sections, nommés padas.

## Description  du traité

### La partie cosmique
La première section, le gitikapada, compte treize versets, dont dix sont écrits dans ce qu'on appelle la « métrique gitika », qui est différente de la métrique des autres parties (ce qui a conduit certains spécialistes à suggérer que ces dix versets introductifs sont plus tardifs). Le texte commence par rendre hommage à Brahma, « l'esprit cosmique » de l'Hindouisme. Ensuite, Aryabhata expose le système numérique utilisé dans l'ouvrage (qui comporte une liste de constantes astronomiques) et les grandes époques du temps cosmologique complétée d'une table des sinus. Il termine par un survol des découvertes astronomiques.

### La partie mathématique
La deuxième section, le ganitapada, compte trente-trois versets.
Les trente-trois versets du ganitapada traitent de mathématiques. Aryabhata y énonce soixante-six résultats sans fournir de démonstrations. Dans un espace limité, en quelques versets courts et cryptiques, il résume le savoir mathématique indien de son temps. Les salutations et invocations initiales sont suivies par une défense de la notation positionnelle, puis sont introduits des procédés géométriques et arithmétiques, le calcul des aires et des volumes et l'extraction de racines carrées et cubiques. Sont également calculées l'aire d'un cercle et deux approximations de pi. On y trouve aussi le calcul de la hauteur et de la distance d'un foyer lumineux à partir de l'ombre de deux gnomons, ainsi que la solution d'autres problèmes comme la somme de deux entiers naturels, de carrés et de cubes, le calcul des intérêts produits par un capital et les méthodes de résolution d'équations du premier degré, du second degré et à plusieurs indéterminées du premier degré. L'ouvrage aborde également le calcul des « demi-cordes » (sinus). Sont précisés la construction géométrique et le calcul de sinus pour des valeurs du premier quadrant. En général, les traités de ce type sont ensuite commentés pour garantir la compréhension des règles qui y sont énoncées.

### La partie astronomique
La troisième section, le kalakriyapada, compte vingt-cinq versets développant la mesure du temps, que Aryabhata divise en jours, mois et années, en rapport avec le mouvement des objets célestes. Il partage l'histoire astrologiquement, c'est à partir de cet exposé qu'on a daté à 499 la rédaction de l'Aryabhatiya. Le livre contient aussi les règles de calcul de la longitude des planètes sur base du système épicycle-déférent.
Pour finir, la quatrième et dernière section, le galapada, compte une cinquantaine de versets. Aryabhata présente de manière très détaillée la relation céleste entre la Terre et le cosmos. Il faut noter que cette section décrit la rotation de la Terre sur son axe, en un système mathématique quasi-copernicien. Ensuite, elle utilise la sphère armillaire et fournit en détail les lois  de la trigonométrie et le calcul des éclipses. Enfin, plusieurs versions en exaltent les qualités, en fin d'ouvrage.

## Importance du traité
Le traité se réfère à un modèle géocentrique du système solaire, dans lequel le Soleil et la Lune sont portés par des épicycles qui évoluent à tour de rôle autour de la Terre. Selon ce modèle, les mouvements des planètes sont régis par deux épicycles, un plus petit — lent — et un plus grand — plus rapide —. Quelques exégètes, dont van der Waerden, y décèlent la présence d'un modèle héliocentrique sous-jacent. Cette opinion a été contredite par d'autres et, en particulier, sévèrement critiquée par l'Américain Noel Swerdlow, qui constate que c'est en contradiction directe avec le texte.
Cependant, en dépit de l'approche géocentrique de l'œuvre, l'Aryabhatiya offre beaucoup d'idées fondatrices des mathématiques et de l'astronomie moderne. Aryabhata affirme que la Lune, les planètes et les astérismes brillent par réflexion de la lumière solaire. Il explique aussi correctement les causes des éclipses du Soleil et de la Lune, et propose des valeurs de pi et de la durée de l'année sidérale très proches des valeurs actuelles. La valeur de l'année sidérale qu'il nous livre, soit 365 jours 6 heures 12 minutes 30 secondes est plus longue de 3 minutes 20 secondes que la valeur mesurée actuellement de 365 jours 6 heures 9 minutes 10 secondes. Il obtient la valeur de pi comme suit : ajoutez quatre à cent, multipliez par huit et ajoutez alors soixante-deux mille. Le résultat est approximativement la circonférence d'un cercle de diamètre vingt mille. En bref, cela donne 3.1416 en arrondissant à la quatrième décimale.
Dans cette œuvre, un jour est compté du lever du soleil au lever du jour suivant, tandis que dans son Aryabhatasiddhanta, il envisage la journée d'un minuit à l'autre. Il y a aussi une différence de quelques paramètres astronomiques.

## Influence du traité
D'importants mathématiciens indiens ont écrit des commentaires de l'Aryabhatiya. Ces commentaires, dont ceux de Bhaskara I et Brahmagupta, ont été rédigés à partir du VIe siècle, du vivant d'Aryabhata, et cela s'est poursuivi jusqu'au début du XXe siècle .
La valeur estimée du diamètre de la Terre dans le Tarkib al-aflak de Ya qub ibn Tariq, de 2 100 farsakhs semble dérivée du diamètre terrestre de 1 050 yojanas fourni par le Aryabhatiya. L'ouvrage a été traduit en arabe vers 820 par Al-Khwarizmi, dont l'œuvre a abouti à l'adoption en Europe des chiffres indo-arabes à partir du XIIe siècle. Le Panchangam (calendrier hindou) a été construit d'après les méthodes de calculs astronomiques d'Aryabhata.